# Pântano

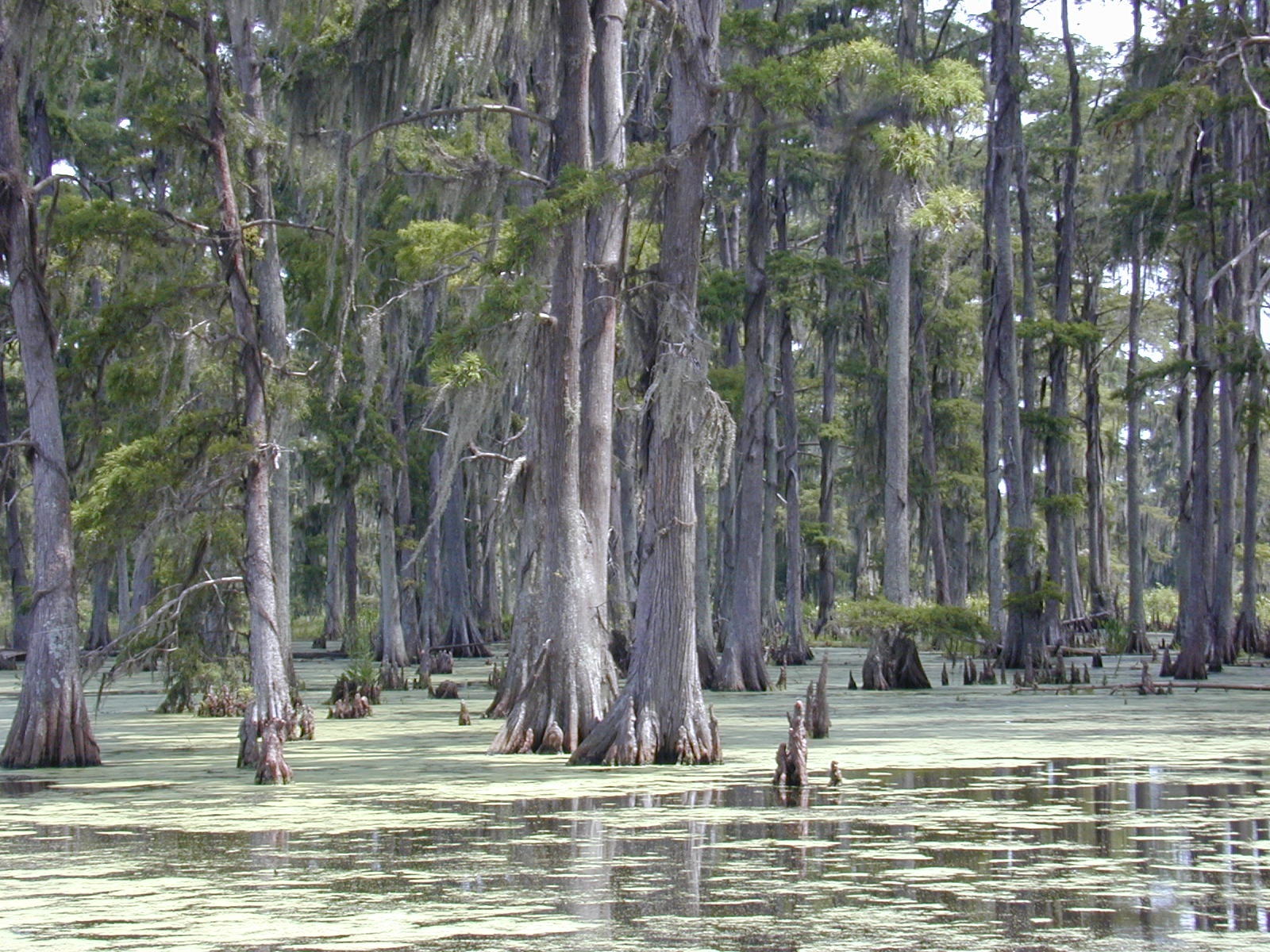
Vegetação em área de pântano

Pântano é uma área plana de abundante vegetação herbácea e/ou arbustiva que permanece grande parte do tempo inundada. Os pântanos surgem geralmente em áreas onde o escoamento das águas é lento. Desta forma, a massa orgânica presente nas águas se decompõe no próprio local.

## Etimologia
O termo "pântano" originou-se do nome de um lago da Apúlia, na Itália, chamado Pantanu (atualmente, o lago chama-se Lesina).
São sinônimos ou quase sinônimos de pântano: brejo, gândara, matagal, charneca, marnel, palude, paul, lodaçal, atoleiro, tremedal, urzal, alagadeiro, alagadiço, mangal, mangrove, mangue, manguezal etc.

## Descrição
No litoral brasileiro, em toda a planície costeira, existem pântanos chamados de mangues. Têm fauna e flora peculiares adaptados à salinidade e ao fluxo das marés, com grande biodiversidade devido à mata atlântica contígua.
No interior do Brasil, o chamado Pantanal estende-se pelos estados do Mato Grosso e Mato Grosso do Sul, além de países vizinhos, como o Paraguai, onde é chamado de Chaco. Esta região, apesar da nomenclatura, não é exatamente um pântano, pois fica inundada apenas durante alguns meses. Nos outros, com o solo mais seco, se permite ao pastoreio, pois a água da região pantaneira retorna aos leitos normais dos rios da região e às lagoas, nas suas margens.
A Bacia Amazônica e sua imensa planície, maior bacia hidrográfica do planeta, também é um imenso caudal pantaneiro, devido à grande concentração de rios, cuja biodiversidade é gigantesca.